# Riku Onda
Riku Onda,  (恩田 陸?, Onda Riku), pseudonimo di Nanae Kumagai (熊谷 奈苗?, Kumagai Nanae) (Aomori, 25 ottobre 1964), è una scrittrice giapponese.

## Biografia
Nata Nanae Kumagai nel 1964 e cresciuta a Sendai, si è laureata all'Università di Waseda nel 1987.
Dopo aver lavorato alcuni anni in ufficio, ha deciso di esordire nella narrativa dopo aver letto il romanzo d'esordio dello scrittore Ken’ichi Sakemi.
Autrice di racconti di fantascienza e gialli "honkaku" che sfidano il lettore a trovare la soluzione del delitto come in Il mistero della stanza blu, prima opera tradotta in italiano.
Tra i numerosi riconoscimenti ottenuti si segnala il Premio Naoki del 2016 per il romanzo Hachimitsu to Enrai.
I suoi libri hanno spesso fornito il soggetto per pellicole cinematografiche e serie televisive come il dorama Akumu-chan del 2012 tratto dal romanzo Yume Chigai.

## Opere (parziale)
- (六番目の小夜子?, Rokubanme no Sayoko) (1992)
- (木曜組曲?, Mokuyō kumikyoku) (1999)
- Neverland (ネバーランド?, Nebārando) (2000)
- Q&A (2004)
- (夜のピクニック?, Yoru no pikunikku) (2004)
- Il mistero della stanza blu (Yujinia, 2005), Milano, Mondadori, 2022 traduzione di Bruno Forzan ISBN 978-88-04-74837-3.
- (中庭の出来事?, Nakaniwa no dekigoto) (2006)
- (夢違?, Yumechigai) (2011)
- (蜜蜂と遠雷?, Mitsubachi to enrai) (2016)
- Mistero nella casa dell'usignolo (2024)

## Adattamenti cinematografici (parziale)
- Mokuyō kumikyoku, regia di Tetsuo Shinohara (2002)
- Yoru no pikunikku, regia di Masahiko Nagasawa (2006)
- Akumu-chan, regia di Noriyoshi Sakuma (2014)
- Mitsubachi to enrai, regia di Kei Ishikawa (2019)

## Adattamenti televisivi (parziale)
- Rokubanme no Sayoko serie TV (2000)
- Neverland serie TV (2001)
- Akumu-chan dorama (2012) dal romanzo Yume Chigai

## Premi e riconoscimenti
Premio Seiun per il miglior romanzo giapponese
- 1998 finalista con Hikari no teikoku - Jōno monogatari

Gran premio dei librai giapponesi
- 2005 vincitrice con Yoru no Picknick
- 2017 vincitrice con Mitsubachi to enrai

Premio Eiji Yoshikawa per i nuovi scrittori
- 2005 vincitrice con Yoru no Picknick

Mystery Writers of Japan Award per il miglior romanzo
- 2006 vincitrice con Il mistero della stanza blu

Premio Shugoro Yamamoto
- 2007 vincitrice con Nakaniwa no Dekigoto

Premio Naoki
- 2016 vincitrice con Hachimitsu to Enrai